# Martin Rev
Martin Rev, de son vrai nom Martin Reverby  est un musicien et compositeur américain né le 18 décembre 1947 à New York. Il a fait partie du groupe Suicide avec Alan Vega dans lequel il était chargé de la composition des instrumentaux. Son premier album solo homonyme est publié en 1980. Par la suite il en publiera régulièrement dont Stigmata en 2009  et Demolition 9 en 2017

## Discographie
- Martin Rev (1980)
- Clouds of Glory (1985)
- Cheyenne (1990)
- See Me Ridin' (1995)
- Strangeworld (2000)
- To Live (2003)
- Les Nymphes (2008)
- Stigmata (2009)
- Demolition 9 (2017)